# Roland Wohlfarth
Roland Wohlfarth est un footballeur allemand né le 11 janvier 1963 à Bocholt.

## Biographie
Meilleur buteur de la Bundesliga avec le Bayern de Munich, il fit pendant une saison et demie les beaux jours de l'AS Saint-Étienne pour qui il marqua 21 buts et notamment un certain but digne d'une Madjer (contre Montpellier lors de la saison 1993-94): alors qu'un centre venant de la droite, il se jette pour faire une tête plongeante, mais la balle passant derrière sa tête, il tape du talon le ballon qui finit au fond des filets.
Son style de jeu était dans la plus pure tradition des n°9 allemands : tel un U-Boat, il rôdait dans la surface, ne revenait jamais en défense, mais chipait le premier ballon qui traînait dans les 18 mètres adverses pour le mettre au fond. 
Il compte deux sélections en équipe d'Allemagne.
Le 24 janvier 1995, il est convaincu de dopage aux amphétamines lors d'un tournoi en salle à Leipzig alors qu'il évolue au VFL Bochum et écope d'une suspension de deux mois de la part de la fédération allemande.
Il est maintenant entraîneur des jeunes de l'équipe de Bocholt où évolue son fils Robin (également avant-centre).

## Carrière de joueur
- 1981-1982 : MSV Duisbourg ( Allemagne)
- 1984-1993 : Bayern Munich ( Allemagne)
- 1993-1994 : AS Saint-Étienne ( France)
- 1994-1998 : VfL Bochum ( Allemagne)
- 1997-1998 : Lokomotive Leipzig ( Allemagne)
- 1998-2000 : Wuppertaler SV Borussia ( Allemagne)
- 2001-2002 : FC Bocholt ( Allemagne)
- 2003-2004 : VfL Osnabrück ( Allemagne)[1]

## Palmarès

### En club
Bayern Munich :
- Champion de RFA en 1985, en 1986, en 1987, en 1989 et en 1990
- Vainqueur de la Coupe de RFA en 1986
- Vainqueur de la Super-Coupe de RFA en 1987
- Finaliste de la Coupe d'Europe des Clubs Champions en 1987

 VFL Bochum :
- Champion d'Allemagne de deuxième division en 1996

### EnÉquipe de RFA
- 2 sélections entre 1986 et 1989
- Vainqueur de la Coupe du Monde des moins de 20 ans en  1981 avec les moins de 20 ans

### Distinctions individuelles
- Meilleur buteur du Championnat d'Allemagne en 1989 (17 buts) et en 1991 (21 buts) avec le Bayern Munich